# 可变当量
可变当量在现代核武器中十分常见，它允许核武器的操作者选择核弹爆炸时产生的爆炸当量，也就是爆炸所释放出来的威力。这使得同一种核武器可以在不同的情况下通过改变其爆炸当量，而达到不同的打击效果。可变当量技术最早在20世纪的六十年代就已经出现。B61、B83、W80、W85和WE177A等型号的核弹头均拥有这一功能。
达到这一目的的方法之一便是通过核聚变加速中子。制造者在裂变式核弹内凿出一个真空凹槽，并注入氘-氚气体（DT）。当核弹的操作者转动设定爆炸当量所用的转盘时，一个阀门会被开启，并将少量的氘-氚气体释放到核弹的核心部分，并影响爆炸所释放的能量。
美军使用的潜射弹道导弹所安装的W88核弹头便使用了这一方法来改变爆炸当量。当氚被释放时，核爆炸可以产生475千吨当量，但当没有氚的时候，爆炸所释放的能量仅仅为20千吨当量。
英国军队将可变当量作为核弹头的一个必备设置。